# Γ-Polyglutaminsäure
γ-Polyglutaminsäure oder Poly-Gamma-Glutaminsäure, abgekürzt γ-PGS (eine Polyglutaminsäure, abgekürzt PGS), ist ein in verschiedenen Organismen natürlich vorkommendes Biopolymer. α-PGS ist nur synthetisch zugänglich.

## Eigenschaften
Die Peptidbindung in γ-PGS befindet sich zwischen der Aminogruppe der Glutaminsäure und der Carboxygruppe am Ende der Glutaminsäure-Seitenkette. γ-PGS ist ein Hauptbestandteil der schleimigen Substanz, die sich bei der Zubereitung der japanischen Speise Nattō bildet. γ-PGS wird von Bakterien, Archaeen und Cnidarien synthetisiert und wird von diesen Lebewesen als schleimige Schutzschicht, Klebstoff und möglicherweise als Reservestoff benutzt.
Kurze γ-Polyglutaminsäure-Ketten (Oligomere) entstehen kurzzeitig als Abbauprodukt im Stoffwechsel vieler Lebewesen, beim Abbau von Tetrahydrofolsäure-Polyglutamat durch das Enzym Gammaglutamylhydrolase (EC 3.4.19.9). Sie werden aber sofort weiter in die Glutaminsäure-Bestandteile zerlegt.
Manche bakterielle Polyglutamate werden als nichtribosomales Peptid hergestellt.

## Verwendung
Polyglutaminsäure ist für die Pharmaindustrie einerseits aufgrund ihrer immunologischen Neutralität interessant als Verpackung für Medikamente, andererseits könnte eine Immunisierung mit Polyglutaminsäuren die Infektionsbekämpfung erleichtern. Für die Nahrungsmittel- und Kosmetikindustrie wird PGS als Feuchthaltemittel verwendet. In der Landwirtschaft kann es zur Behandlung von Saatgut genutzt werden. Es wird auch verwendet, um Wasser zu reinigen, um dann Trinkwasser zu gewinnen. Dieses ist vor allem bei Katastrophenfällen nützlich.
Methotrexat-Polyglutamate sind die stabilen Metabolite des Methotrexats.
Polyglutamat ist ein Hauptbestandteil der japanischen Speise Nattō.